# Bermiodes nigrobivittatus
Bermiodes nigrobivittatus är en insektsart som beskrevs av Bolívar, I. 1912. Bermiodes nigrobivittatus ingår i släktet Bermiodes och familjen gräshoppor. Inga underarter finns listade i Catalogue of Life.